# Chelonus formosovi
Chelonus formosovi är en stekelart som först beskrevs av Vladimir Ivanovich Tobias 2001.  Chelonus formosovi ingår i släktet Chelonus och familjen bracksteklar. Inga underarter finns listade i Catalogue of Life.